# Con esa misma mirada
Con esa misma mirada es una serie de televisión por internet mexicana dramática producida por Argos Televisión para TelevisaUnivision, en 2025. La serie es un reinicio de la telenovela mexicana de 1997 de Bernardo Romero Pereiro y Jimena Romero, Mirada de mujer, basada en la serie de televisión colombiana de 1993 —creada por Romero Pereiro y Mónica Agudelo Tenorio—, Señora Isabel; siendo desarrollado por Jimena Romero y Gilma Peña. Se lanzó a través de Vix el 21 de marzo de 2025. La segunda temporada se estrenó el 27 de junio de 2025.
Está protagonizada por Angélica Rivera, Diego Klein e Iván Sánchez.

## Premisa
Eloisa (Angélica Rivera), es una mujer de edad madura que tras 25 años de matrimonio y de dedicarse a su familia incondicionalmente, descubre que su esposo, Octavio (Iván Sánchez), le es infiel con una mujer más joven que ella. Tras dicha traición, Eloisa tendrá la tarea de rehacer su vida sin importar los obstáculos que se le harán en frente.
Para hacerle frente a su desdichada suerte en el amor, Eloisa buscará reencontrarse con sus sueños, explorar el romance y redescubrir su sensualidad, sin embargo, cuando la vida de Eloisa empieza a renacer llega a su existencia Pablo Casas (Diego Klein) un hombre más joven que ella con el que vivirá una historia de amor llena de pasión.

## Reparto
Una lista del reparto confirmado se publicó el 26 de noviembre de 2024 a través de la página web oficial de prensa de TelevisaUnivision.

### Principales
- Angélica Rivera como Eloísa Obregón
- Diego Klein como Pablo Casas
- Iván Sánchez como Octavio Hidalgo
- Ximena Herrera como Renata
- Iliana Fox como Leticia
- Blanca Guerra

### Recurrentes e invitados especiales
- Pamela Almanza como Gabriela Esquivel
- Sofía Castro como Antonia Hidalgo Obregón
- Ivanna Castro como Matilde Hidalgo Obregón
- Nicolás Haza como Samuel Hidalgo Obregón
- Fernanda Borches como Karen
- Adriana Llabrés como Julieta
- Pablo Bracho como Villalobos
- Gonzalo Vega Jr. como Tomás
- Lupita Ortiz como Nayelli
- Mateo Ortega Casillas como Daniel
- Ricardo Esquerra como Ismael
- Lucas Mollard como Rocha
- Juan Ríos Cantú como Bernardo
- Adriana Romero
- Adolfo de la Fuente como Nicolás
- Fernanda Hernández
- Andrea Aldana

## Producción
En abril de 2024 se reportó que Angélica Rivera fue seleccionada para estelarizar un reinicio de la telenovela de 1997, Mirada de mujer —basada en la historia colombiana de 1993, Señora Isabel—. Originalmente, la dirección de escena estaría encargado del cineasta Moisés Ortiz Urquidi junto con Alba Gil, sin embargo, el 14 de junio de 2024 durante una reunión para las lecturas de los libretos, Ortiz Urquidi falleció a causa de un infarto fulminante. Pitipol Ybarra asumió las funciones de Ortiz Uriquidi días después. La producción de la serie inició rodaje a inicios de julio de 2024, bajo estricta discreción. La serie es la primera producción de Argos Media Group en estrenarse siendo la compañía propiedad de TelevisaUnivision, tras su adquisición en 2023.